# Laguna Carreras
Laguna Carreras är en sjö i Bolivia.   Den ligger i departementet Beni, i den norra delen av landet, 700 km norr om huvudstaden Sucre. Laguna Carreras ligger 135 meter över havet. Arean är 13,0 kvadratkilometer.
Trakten runt Laguna Carreras består huvudsakligen av våtmarker. Trakten runt Laguna Carreras är nära nog obefolkad, med mindre än två invånare per kvadratkilometer.